# 亚历山德罗·科罗纳
亚历山德罗·科罗纳（義大利語：Alessandro Corona，1972年1月9日—），意大利男子赛艇运动员。他曾代表意大利参加1992年、1996年、2000年和2004年夏季奥林匹克运动会赛艇比赛，获得一枚铜牌。